# 都城市立山田小学校
都城市立山田小学校（みやこのじょうしりつ やまだしょうがっこう）は、宮崎県都城市山田町山田にある公立の小学校。

## 概要
歴史
1873年（明治6年）創立。現校名となったのは2006年（平成18年）。2023年（令和5年）に創立150周年を迎えた。
校章
旧山田町花であるスズランを背景にして、中央に校名である「山田」の文字（縦書き）を配している。
校歌
1965年（昭和40年）制定。作詞は服部七郎、作曲は有馬俊一による。歌詞は3番まであり、各番の歌詞中に校名の「山田小学校」が登場する。
通学区域
都城市山田町のうち
- 北山田地区 - 石風呂・上椎屋・平山・瀬之口・百原・中村・西栫・脇之馬場・長谷
- 南山田地区 - 竹脇・大古川・浜之段・下是位川内・上是位川内・池之原・北田

中学校区は都城市立山田中学校。

## 沿革
- 1873年（明治6年）4月 - 中村小窪の真言宗吉祥寺跡に「山田小学校」が創立。
- 1886年（明治19年）- 小学校令施行により、尋常科（4年制）を設置の上、「尋常山田小学校」に改称。
- 1888年（明治21年）- 高等科を付設。「高等科併置尋常山田小学校」に改称。
- 1889年（明治22年）5月1日 - 町村制施行に伴い、北諸県郡2村（山田・中霧島）が合併の上、北諸県郡「山田村」が成立。
- 1892年（明治25年）- 「山田尋常高等小学校」に改称。
- 1899年（明治32年）- 谷頭尋常小学校を統合。
- 1904年（明治37年）- 谷頭分教場を設置。
- 1908年（明治41年）- 改正小学校令により、尋常科（義務教育年限）が4年制から6年制に改められる。
- 1909年（明治42年）4月 - 川内・新地・真方・中霧島の各尋常小学校を統合。現在地に移転を完了。
- 1924年（大正13年）- 講堂が完成。
- 1934年（昭和9年）4月1日 - 中霧島尋常小学校を分離。
- 1936年（昭和11年）
  - 4月1日 - 木之川内尋常小学校を分離。
  - この年 - 第1号棟を改築。
- 1941年（昭和16年）4月1日 - 国民学校令施行により、「山田村山田国民学校」に改称。尋常科を初等科に改める。
- 1947年（昭和22年）- 学制改革が行われる（六・三制の実施）。
  - 4月1日 - 山田国民学校の初等科は、新制小学校「山田村立山田小学校」に改組・改称。
  - 5月8日 - 山田国民学校の高等科は、青年学校普通科とともに、新制中学校「山田村立山田中学校」に改組・改称。
- 1953年（昭和28年）1月15日 - 町制施行により、「山田町立山田小学校」に改称。講堂を改築。
- 1955年（昭和30年）- 校舎（第2号棟4教室）を改築。
- 1960年（昭和35年）- 学校給食を開始。
- 1965年（昭和40年）- 校歌を制定。PTA会館が完成。
- 1968年（昭和43年）- 鉄筋新校舎が完成。
- 1969年（昭和44年）- 鉄筋新校舎が完成。プールが完成。
- 1971年（昭和45年）- 鉄筋コンクリート造新校舎が完成。
- 1971年（昭和46年）- 校門と通用門が完成。
- 1972年（昭和47年）- パン工場を閉鎖し、跡地を体育倉庫とする。
- 1973年（昭和48年）- 創立100周年記念式典を挙行。体育館が完成。
- 1989年（平成元年）- 山田小発祥の地標柱を建立。
- 1994年（平成6年）- 第2号棟の大規模改造を完了。
- 1996年（平成8年）- 第1号棟の大規模改造を完了。
- 1998年（平成10年）- プールを全面改修。
- 2003年（平成15年）- 運動場の全面改装を実施。
- 2005年（平成17年）- PTA研修館を解体。
- 2006年（平成18年）
  - 1月1日 - 都城市との合併により、「都城市立山田小学校」（現校名）と改称。
  - この年 - 新体育館が完成。
- 2009年（平成21年）4月 - 特別支援学級を開設。
- 2011年（平成23年）- 新燃岳の噴火による降灰のため、臨時休業。土石流避難勧告に伴い、都城市立御池小学校が本校に避難。2号棟校舎の耐震補強工事が完了（エレベーターを設置）。校歌1番の歌詞を原文に戻す（「行けば」を「くれば」に戻す）。
- 2020年（令和2年）- プールを改修。
- 2023年（令和5年）11月 - 創立150周年記念式典を挙行。

## 交通アクセス
最寄りの鉄道駅
- JR九州 日豊本線 「万ヶ塚駅」

最寄りのバス停留所
- 宮崎交通バス（宮交バス）「山田小入口」停留所

最寄りの幹線道路
- 国道269号
- 宮崎県道42号都城野尻線

## 周辺
- 都城市立山田中学校
- 都城市役所 山田総合支所（旧・山田町役場）
- 山田運動公園（野球場・陸上競技場・体育館）
- 都城盆地土地改良区
- 正定寺
- 西栫自治公民館（にしかこい）
- 西栫郵便局（にしかこい）
- 都城市山田子育て支援センター
- 都城市山田総合福祉センター